# MTV Video Music Award – teledysk taneczny
Poniższa lista przedstawia kolejnych zwycięzców nagrody MTV Video Music Awards w kategorii Best Dance. Do 2006 kategoria nosiła nazwę Best Dance Video, następnie w 2008 Best Dancing in a Video, w 2010 Best Dance Music Video, w 2012 Best Electronic Dance Music Video, w 2014 MTV Clubland Award oraz Best Electronic Video w 2016. Od 2017 aktualna nazwa to Best Dance.
| Rok  | Wykonawca                            | Piosenka                                   |
| ---- | ------------------------------------ | ------------------------------------------ |
| 1989 | Paula Abdul                          | Straight Up                                |
| 1990 | MC Hammer                            | U Can't Touch This                         |
| 1991 | C+C Music Factory                    | Gonna Make You Sweat (Everybody Dance Now) |
| 1992 | Prince & The New Power Generation    | Cream                                      |
| 1993 | En Vogue                             | Free Your Mind                             |
| 1994 | Salt-n-Pepa (feat. En Vogue)         | Whatta Man                                 |
| 1995 | Michael Jackson & Janet Jackson      | Scream                                     |
| 1996 | Coolio                               | 1, 2, 3, 4 (Sumpin' New)                   |
| 1997 | Spice Girls                          | Wannabe                                    |
| 1998 | The Prodigy                          | Smack My Bitch Up                          |
| 1999 | Ricky Martin                         | Livin’ la Vida Loca                        |
| 2000 | Jennifer Lopez                       | Waiting for Tonight                        |
| 2001 | *NSYNC                               | Pop                                        |
| 2002 | Pink                                 | Get the Party Started                      |
| 2003 | Justin Timberlake                    | Rock Your Body                             |
| 2004 | Usher (feat. Lil Jon & Ludacris)     | Yeah!                                      |
| 2005 | Missy Elliott                        | Lose Control                               |
| 2006 | The Pussycat Dolls wraz z Snoop Dogg | Buttons                                    |
| 2007 | -                                    | -                                          |
| 2008 | The Pussycat Dolls                   | When I Grow Up                             |
| 2009 | -                                    | -                                          |
| 2010 | Lady Gaga                            | Bad Romance                                |
| 2011 | -                                    | -                                          |
| 2012 | Calvin Harris                        | Feel So Close                              |
| 2013 | -                                    | -                                          |
| 2014 | Zedd (feat. Hayley Williams)         | Stay the Night                             |
| 2015 | -                                    | -                                          |
| 2016 | Calvin Harris wraz z Disciples       | How Deep Is Your Love                      |
| 2017 | Zedd wraz z Alessia Cara             | Stay                                       |
| 2018 | Avicii (feat. Rita Ora)              | Lonely Together                            |
| 2019 | The Chainsmokers (feat. Bebe Rexha)  | Call You Mine                              |